# Корой (Муреш)
Корой (рум. Coroi) — село у повіті Муреш в Румунії. Входить до складу комуни Коройсинмертін.
Село розташоване на відстані 247 км на північний захід від Бухареста, 16 км на південь від Тиргу-Муреша, 88 км на південний схід від Клуж-Напоки, 112 км на північний захід від Брашова.

## Населення
За даними перепису населення 2002 року у селі проживали 143 особи.
Національний склад населення села:
| Національність | Кількість осіб | Відсоток |
| -------------- | -------------- | -------- |
| румуни         | 120            | 83,9%    |
| цигани         | 16             | 11,2%    |
| угорці         | 7              | 4,9%     |

Рідною мовою назвали:
| Мова      | Кількість осіб | Відсоток |
| --------- | -------------- | -------- |
| румунська | 135            | 94,4%    |
| угорська  | 8              | 5,6%     |